# Брод, Вильгельм Дмитриевич
Вильгельм (Константин) Дмитриевич Брод (1885 — 18 октября 1953, Тунис) — русский морской офицер, капитан 1-го ранга. Участник Первой мировой войны и Гражданской войны в России на стороне белых. Эмигрант.

## Биография
В 1907 году окончил Морское инженерное училище имени Императора Николая I. В 1907 году — Офицерский клас подводного плавания.  Инженер-механик Черноморского флотского экипажа. Флагманский инженер-механик Подводной бригады Черного моря. Инженер-механик-капитан 2 ранга (12.1916).
В Вооружённых силах Юга России и Русской Армии до эвакуации Крыма. Капитан 1-го ранга (1920).
На 25 марта 1921 — в составе Русской эскадры в Бизерте (Тунис), помощник начальника базы, начальник хозяйственной части эскадры.
В эмиграции в Тунисе. Владелец автомастерской.

## Семья
Жена Надежда Александровна (Всесвятская).